# Veneri di Busonè

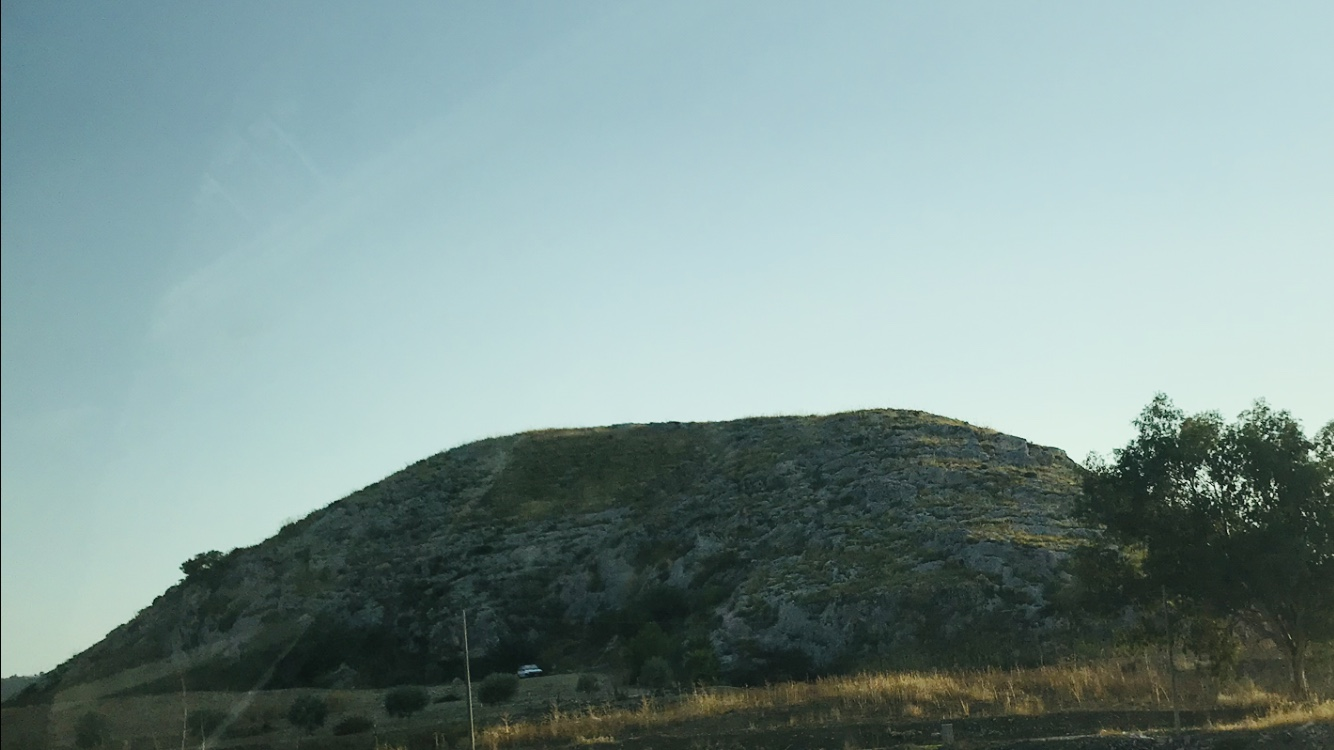
Cozzo Busonè

Le Veneri di Busonè sono due idoletti in pietra, risalenti al periodo eneolitico antico (2500-1800 a.C.), raffiguranti figure femminili dalle prosperose forme.

## Storia
Le due statuette furono ritrovate dall’archeologo Bianchini nel 1967, nella necropoli preistorica di cozzo Busonè, sito archeologico posto tra Raffadali e Agrigento.
Insieme alle veneri furono rinvenuti frammenti di ceramica dello stile S. Cono Piano Notaro, che permisero di datare la necropoli al periodo eneolitico antico.
Sono oggi conservate nel Museo archeologico regionale di Agrigento.

## Descrizione
Le due statuette furono realizzate incidendo due ciottoli di fiume naturalmente levigati.
Quella di maggiori dimensioni (16,1 cm) ha una forte somiglianza con le veneri paleolitiche. L’altra statuetta (6 cm) presenta incisioni meno profonde.

## Significato
Le due statuette sono da ascriversi al culto, tipico del mondo agricolo e pastorale antico, della Dea Mater.